# バイオハザード RE:4
『バイオハザード RE:4』（バイオハザード アールイーフォー、英語表記：BIOHAZARD RE:4, 英語版タイトル：RESIDENT EVIL 4）は、2023年3月24日にカプコンから発売された『バイオハザード4』（以下『4』）のリメイク作品である。
今作は2020年に発売された前作『バイオハザード RE:3』（以下『RE:3』）から続く「REシリーズ」3作目となる。

## 製品展開
対応ハードはPlayStation 5、PlayStation 4、Xbox Series X/S、Steam（現時点ではMicrosoft Windowsのクライアントソフトを使用することが基本となる）。Xbox Oneには対応しない。PS4版は当初リリースの予定は無かったが、日本では2022年9月15日に対応機種として追加発表された。2017年発売の『バイオハザード7 レジデント イービル』から直近の作品である『バイオハザード ヴィレッジ』まではグロテスク表現を緩和した通常版（D区分）とZ Version（Z区分）の2種類に分けて発売していたが、2つのレーティングの中でプレイヤーへの体験の差を作るべきではないという考えから、本作においてはZ区分のみの発売となった。
2023年4月7日、シリーズ恒例のミニゲーム『THE MERCENARIES』が無料DLCとして配信された。
同年9月21日にはエイダ・ウォンとアルバート・ウェスカーがプレイアブルキャラクターとして無料追加。
2023年9月21日、オリジナル版『4』の『the another order』に相当する、本編をエイダの視点で描いた追加シナリオ『SEPARATE WAYS』が有料DLCとして配信された。『SEPARATE WAYS』とは『the another order』の海外版におけるタイトルである。
2023年12月8日、PlayStation VR2（PS VR2）向け無料DLCとして、ストーリーモード全体をVR化した「VRモード」が配信された。
2024年2月9日、各種DLCとのセット品である『バイオハザード RE:4 ゴールドエディション』が発売された。

## ストーリー
プロローグ
1998年、製薬会社アンブレラのウィルス兵器が発端となって起きた「ラクーン事件」によって、ラクーンシティは壊滅した。その後、アンブレラ社は生還者たちの告発によってアメリカ合衆国政府から業務停止命令を下され、社会的信用を失って倒産した。事件の生還者の一人であるレオン・S・ケネディは、事件での活躍とポテンシャルを見込まれて政府特務機関のスカウトを受け、政府所属のエージェントに就任した。
序盤（村編）
ラクーン事件から６年後の2004年、大統領令嬢アシュリーが何者かに拉致されたため、レオンに捜索及び救出任務が下される。目撃情報のあった欧州某国の片田舎の村へ潜入したレオンだったが、狂気に満ちた住民から突然の襲撃を受ける。かつてラクーンシティで遭遇したゾンビとはまた異なるクリーチャー「ガナード」と化した村人たちによって、同行した警察官たちは殺害されてしまう。アシュリーがこの村に居ると確信したレオンは探索を開始、湖畔の家にて謎の男ルイスと出会うが、巨漢の村長メンデスによって昏倒させられ、得体の知れないものを投与されてしまった。 意識を取り戻したレオンは、共に拘束されていたルイスと協力して脱出する。村はロス・イルミナドスなるカルト教団によって支配されており、ガナードの他にも異形の怪物たちが蠢く魔窟と化していた。怪物たちの妨害に晒され、幻覚や喀血といった謎の症状に苦しみながらも、ルイスの情報を元に教会の扉を開け、囚われていたアシュリーの救出に成功。ハニガンに指定された合流ポイントを目指すと大勢の村人に取り囲まれてしまい、居合わせたルイスと共闘して籠城戦を繰り広げる。からくも逃げ延びたレオンとアシュリーに、ルイスは「プラーガ」と呼ばれる寄生生物がこの異常事態の原因であること、同じものが二人に寄生していることを告げる。ルイスと一旦別れた後、関所を突破した二人をメンデス村長が猛追する。激闘の末にメンデスを撃破して村を脱した二人は、次に巨大な「古城」へと足を踏み入れる――。
中盤（古城編）
古城に到着した直後、プラーガ遅延薬を提供するとルイスから無線が入り、レオンとアシュリーは合流地点となる中庭を目指すことに。邪教徒ガナードの防衛を突破して城内に進入した二人の前に現れたのは古城の主ラモン。彼が差し向ける刺客と城内の複雑怪奇な仕掛けに悩まされつつも、ようやく中庭に到着。しかし、アシュリーの意識が一時的にプラーガに乗っ取られ、そのせいで二人は分断されてしまう。道中でエイダとの再会を果たしつつ、無事にアシュリーと合流するも、今度はレオンが敵の罠に陥り捕獲されてしまった。レオンを救出すべく、アシュリーはアルマデューラたちの妨害を掻い潜って単身奔走する。彼女の奮闘の甲斐あって脱出できたレオンだったが、その直後、ラモンの側近ヴェルデューゴによってアシュリーは拉致されてしまった。レオンは領主の間に駆け付けるも、救出叶わず奈落へ突き落とされてしまう。ヴェルデューゴの追撃に遭いながらも地上を目指すレオンの前に、遅延薬を持参したルイスが登場。薬でプラーガの侵蝕を抑制し、彼と共に道中の敵を退けていくが、地上へ出る寸前でかつての教官クラウザーの奇襲に遭う。ルイスの命を奪い、彼が教団から盗み出しエイダに渡そうとしていた品「アンバー」を回収したクラウザーは、次にそのナイフをレオンに向ける。クラウザーの超人的な戦闘力に圧倒され、ルイスの死を悔やむレオンだが、諦めずアシュリーが連行された時計塔へ向かう。しかし僅かに間に合わず、ラモンはアシュリーの身柄をクラウザーに引き渡し、彼女は古城の外へ連れ去られてしまった。変異を遂げたラモンを打ち倒したレオンは、エイダと共にボートに乗り込み、アシュリーが移送された先、ロス・イルミナドス教団の本拠地「孤島」を目指す――。
終盤（孤島編）
到着した孤島は、近代的な設備と武装した戦闘員ガナードによって厳重に警備された要塞だった。エイダと別れて上陸したレオンは戦闘員たちの防衛を突破、不死身の実験体リヘナラドールの暴走を掻い潜ってアシュリーを救出、プラーガ遅延薬を彼女に投与した。ルイスが遺した鍵とエイダの情報を頼りに、山頂部に築かれた教団本部、そこに隠されたプラーガ除去装置を求め、精神的に成長したアシュリーと共に進路を切り開いていくと、教団の主サドラーが立ちはだかった。彼が宿す支配種プラーガの絶対的な力の前に、レオンは為す術無くアシュリーを奪われてしまう。追った先の遺跡にはクラウザーが待ち構えていた。過去の経験から純粋で圧倒的な力を渇望したクラウザーは、教団に従属して獲得したプラーガの力を解放、レオンに一騎打ちを挑む。死闘の末、かつての師に引導を渡したレオンは、戦闘ヘリで駆け付けたマイクの加勢を得て防衛線の突破に成功。しかし、サドラーが差し向けたノビスタドールによってマイクのヘリは撃墜、アシュリーが待つ聖域に到達したレオンだったが、やはりサドラーの力には抗えず、二人を蝕むプラーガは寄生の完了を迎えようとしていた――。
最終盤
サドラーに全く抵抗できないまま、寄生の完了を迎えようとするレオンとアシュリーだったが、寸前でエイダが登場。彼女が作ったサドラーの隙を突いて、レオンはアシュリーを抱えてその場を離脱、ルイスの研究室へ続く道を行く。最後の力を振り絞ってアシュリーを研究室に運び込み、装置を使用して互いのプラーガの完全除去に成功した。島から脱出する道中、捕獲されたエイダを発見。アシュリーを待機させて駆け付けたレオンはエイダを解放するが、そこへサドラーが登場する。全身を巨大に変異させたサドラーとの最終決戦にレオンは見事勝利、サドラーは尚も変異を遂げるが、エイダから投げ渡されたロケットランチャーをレオンに撃ち込まれ、最後は本体を貫かれて絶命、かくして邪教団ロス・イルミナドスは完全に崩壊した。彼が所持していたアンバーはエイダがヘリで持ち去り、彼女から渡されたジェットスキーの鍵を使い、レオンとアシュリーも爆破寸前の孤島から脱出、本国アメリカへの帰途に就くのだった──。
『SEPARATE WAYS』序盤（古城・村編）
レオンによるアシュリー救出劇の裏側で、エイダが繰り広げていたもう一つの物語。ウェスカーから彼女に下された今回の任務は、ルイスがロス・イルミナドス教団から盗み出した、特殊な支配種プラーガのサンプル「アンバー」の入手。レオンの村到着と同じ頃、エイダは古城に潜入、捕虜になっていたルイスを解放するが、彼はアンバーをどこかに隠していた。脱出を試みる二人の前に、城主ラモンの側近ペサンタが現れる。エイダはルイスを先に逃がして応戦するも、ペサンタの分身を寄生させられ、幻覚に苛まれるようになってしまった。城を脱出して村へ移ったエイダだったが、待ち合わせ場所の教会にルイスは現れなかった。アシュリー救出に訪れていたレオンをそれとなく手助けしつつ、エイダはルイスの捜索を開始。ペサンタやメンデス村長の妨害を躱し、工場にてルイスとの通信に成功したが、寄生体の影響で一時昏倒してしまった。ウェスカーの助けで復帰したエイダはエルヒガンテを退け、レオンたちとの籠城戦を終えたルイスと合流、共に古城へ戻る──。
『SEPARATE WAYS』中盤（古城編）
古城へ戻ってきたエイダとルイス。しかしルイスは、まずレオンとアシュリーにプラーガ遅延薬を提供したいと申し出る。一時は怒りを見せるエイダだったが、二人と同じく寄生された身であることから提案を承諾。しかしルイスが保管していた遅延薬は焼失してしまったため、アンバー回収を彼に任せ、エイダは城内に点在する薬の原料を調達、その最中にレオンとの再会を果たした。彼女が揃えた原料を元に遅延薬を作り上げたルイスは、薬を届けるためレオンを追って地下へ向かった。薬の効果で症状を抑制したエイダもルイスを追って地下へ潜り、その先でペサンタとの最終対決に入る。決着を付け、忌まわしい寄生体を吐き出したエイダだったが、その直後、致命傷を負ったルイスからクラウザーにアンバーを奪われたと通信が入った。ルイスの最期を見届けたエイダはクラウザーの追跡を開始するも、今一歩で取り逃がしてしまう。アシュリーを追うレオンもすぐに駆け付け、行き先が一致した二人は孤島へボートを走らせる──。
『SEPARATE WAYS』終盤（孤島編）
孤島に到着してすぐ、エイダはレオンと別行動を取る。アンバーがクラウザーからサドラーの手に渡る様子を観察していると、ウェスカーが現れて計画の変更を通達、離島の通信施設にて強制起動デバイスを接続するよう彼女に命じた。指令に応じ、要塞を抜けて通信施設へ侵入するエイダ。デバイスを接続すると、島全域の起爆装置がカウントダウンを開始。レオンとアシュリーの巻き添えなど意に介さないウェスカー、しかし二人を救わんとしたルイスの遺志、彼と交わした約束に基づいて、エイダは起爆装置に細工を施す。不死身の追跡者マルティニコと高出力レーザー装置を掻い潜って施設を脱した彼女は、アンバー奪取任務を再開、ウェスカーが用意したジェットスキーで本島へ戻る──。
『SEPARATE WAYS』最終盤
本島に戻ったエイダが山頂部の聖域に到着した時には、レオンとアシュリーはサドラーによって追い詰められていた。サドラーに銃撃を加えて二人が逃げる隙を作ったエイダは、アンバーを奪うべく戦いを挑む。激戦の末にサドラーを倒したものの、不意を突かれて捕虜となり、手にしたアンバーは奪い返されてしまった。駆け付けたレオンによって解放され、二人は協力してサドラーとの最終決戦に臨む。全身を巨大に変異させたサドラーを倒す切り札として、エイダは特殊弾頭のロケットランチャーを確保、レオンに投げ渡した。助力の甲斐あってレオンはサドラーを撃破、晴れてアンバーを手に入れたエイダは、レオンにジェットスキーの鍵を渡し、迎えのヘリで島を後にした。しかし、ウェスカーの危険な思想と野望を知ったエイダは進路を変えさせて何処かへ飛び去る。彼女の離反でアンバー入手に失敗したかに思われたウェスカーだったが、その傍らには彼が密かに回収していた、アンバーで活性化したクラウザーの遺体が横たわっていたのだった──。

## ゲームシステム
本作は、オリジナル版のバイオハザード4のシステムを踏襲している部分が多く、そこからさらに改良がなされているが、オリジナル版にあったムービー中のQTEは廃止された。
アタッシェケース
オリジナル版と同じく、武器やアイテムをアタッシェケースで管理する。ケースで扱えるアイテムは「武器」「弾薬」「回復」「素材」で、キーアイテムとトレジャーは別枠で管理する。ストーリーの進行に合わせて武器商人が「ケースサイズアップ」を取り扱い、購入することでサイズを拡張できる。

今作からアタッシュケースではなくアタッシェケースに読み方が統一されている。
タイプライター
本作でも、マップの各所に設置されたタイプライターでセーブを行う。今作では難易度を問わずインクリボンは不要になっており回数に制限は無く、他にも以下の機能が備えられている。
ケースカスタマイズ
本作ではアタッシェケースが複数種類が用意され、それぞれに弾薬や素材、通貨やハーブのドロップ率が上がる特殊効果がある。これらは予約特典や武器商人とのトレードで入手可能。他にもケースにチャームを取り付けることで、様々な効果を得られる。
装備入れ替え
過去作品の「アイテムBOX」に相当する機能で、アイテムの出し入れが可能。ただし預けられるアイテムは「銃器」「銃器パーツ」「修理可能なナイフ」「救急スプレー」のみで、弾薬やハーブなどは預けられない。保管可能な救急スプレーの最大個数は９９９個。

戦闘
戦闘では銃器の使用に加え、シリーズ恒例とも言えるナイフの使用が可能。敵に組み付かれた時のカウンターの他、攻撃をタイミング良くナイフで弾いて防御し、かつ相手の姿勢を崩す「パリィ」、姿勢が崩れた敵に体術やナイフによる追撃を繰り出す「メレー」、未警戒の敵に忍び寄りナイフで仕留める「ステルスキル」などの多彩なアクションが可能。ナイフは使用する度に耐久値が減り、尽きると壊れて使用不能になる。

トレジャー
オリジナル版と同様、マップ上に売却専用のアイテム「トレジャー」が隠されている。オリジナル版を踏襲したお宝も多く、宝石を組み合わせることで売値が上がる品もある。宝石は円形と四角形が三色ずつあり、トレジャーの窪みに合う形の宝石をはめ込み、使用する宝石の色の組み合わせによって売値にボーナスが掛かる。また、入手の手順次第で売値が変わる「真珠のペンダント」や、特定のクリーチャーの撃破でのみ手に入る品、「金の卵」のように使用できる品もある。他にも、使い終わった（または使用タイミングが過ぎた）キーアイテムもトレジャーと同様売却できる。

武器商人
オリジナル版と同じく、武器商人に話しかけることで武器やアイテムの売買や改造が可能。その他にも破損したナイフとボディアーマーの修理、スピネルを貴重なアイテムとトレードして貰える。
今作では「青の依頼書」という書面を通じて様々な依頼を出してくる。その内容は、青いメダリオンの破壊、指定クリーチャーの撃破、ネズミ駆除、指定アイテムの売却など様々。達成すると、トレードで使えるスピネルを報酬として入手できる。
武器商人がいる一部の部屋にはエレベーターがあり、その先の射的場でオリジナル版と同じく射的をプレイできる。成績に応じて金や銀のトークンを入手でき、トークンマシンで使用すると、様々な効果がある装飾「チャーム」がランダムで手に入る。DLC『SEPARATE WAYS』では射的場は登場せず、一部のチャームが販売またはトレードで入手できる。
オリジナル版では武器商人を攻撃すると死亡してしまい、以降その場所に現れなくなったが、本作では武器商人に銃を向けても自動でエイムが外される上、ナイフ攻撃や爆風の類も怯む動作をするのみとなっているため、彼が死亡することは無くなった。ただし敵が近くに居る場合はサービスの利用ができなくなる。

アシュリー
オリジナル版と同じく、アシュリーが同行している状態で彼女が敵に攫われるとゲームオーバーとなる。攻撃を受けると行動不能状態に陥り、その状態で再度攻撃を受けると死亡してゲームオーバーとなる。行動不能状態はアシュリーに近付いて話しかけることで解除できるが、中盤のアシュリー操作パートでは敵の攻撃を受けると即死してしまう。アシュリーにはナイフの攻撃は当たらず、銃のエイムも自動解除されるため、誤射の危険は格段に下がっているものの、爆風や敵を貫通した銃弾に命中する場合もあり、威力次第では行動不能にならず即死してしまう。レオンとの距離は切り替えが可能だが、専用のロッカーに入れた場合を除き、彼女を待機させてレオン単独で行動することは不可能になっている。
オリジナル版では高低差のある場所では毎回アシュリーを下で受け止める必要があったが、本作では基本的に自分でハシゴや段差を降りるため、アシュリーを受け止める場面は限られる。他にも、アシュリーが段差を登る際にレオンが近くにいると、彼女の手を取って補助する等の演出が追加されている。
コスチュームを「ARMOR」に変更することで、一切のダメージを受けなくなる上、敵にも連れ去られなくなるため、彼女が原因でゲームオーバーになることがほとんど無くなる。

無線通信
本作でもオリジナル版同様、序盤はハニガンから無線通信でサポートを受ける。古城に入ると、オリジナル版では敵に電波をジャックされ、以降はゲームクリアまでサラザールやサドラーとの通信になったが、本作ではノイズによってハニガンとの通信は途絶えるものの電波ジャックはされず、ルイスやエイダと通信して情報を得ていく。DLC『SEPARATE WAYS』では通信の途絶は無い。無線の内容はメニュー画面から読み返せる。

NEWGAME+
本編を一度クリアすると「NEWGAME+」を選べるようになり、武器とその改造状態、所持アイテム、所持金、アタッシュケースの種類とサイズ、セーブ回数、射的のスコア、貴族人形の破壊数などを引き継いだ状態で最初からプレイできる。ただし、獲得可能なクリアランクは最高でSランクまでのため、クリアランクS+を獲得することはできない。

## 難易度
本作でもこれまでのREシリーズと同じく、「ASSISTED」「STANDARD」「HARDCORE」の3つの難易度が存在する。また、このいずれかの難易度で本編をクリアすると、さらに難易度の高い「PROFESSIONAL」が解放される。
「ASSISTED」
- エイムのアシスト（自動照準）がある
- HPが死亡寸前まで減ると一定値まで自動回復する
- 敵の攻撃力と耐久力が低くなる
- クラフトで作れる弾薬の数が多くなる
- 武器商人の店で一部のアイテムの価格が安くなる
- 隠し要素の開放がほとんどできない

「STANDARD」
- エイムのアシストはなし(設定でアシストをONにすることが可能)
- 敵の攻撃力と耐久力が標準的
- ゲームオーバーになった時、任意で難易度を「ASSISTED」に下げることが可能（ただし、一度難易度を下げたら元の「STANDARD」に戻すことはできない）

「HARDCORE」
- エイムのアシストが使用できない
- 敵の攻撃力と耐久力が高くなり、プレイヤーの攻撃で怯みにくくなる
- 敵や罠の配置が難しくなる
- 武器商人の店で一部のアイテムの価格が高くなる

「PROFESSIONAL」
- エイムのアシストが使用できない
- 敵の攻撃力と耐久力、怯みにくさが「HARDCORE」よりさらに高くなる
- オートセーブが無くなる
- パリィの入力を受け付けるタイミングがシビアになり、ジャストパリィのみ有効になる
- 武器の改造が最初から全て解放される

## 登場人物

### 主要人物
レオン・S・ケネディ （Leon Scott Kennedy）
英語音声 - Nick Apostolides / 日本語音声 - 森川智之
本作の主人公で、アメリカ政府から派遣されたエージェント。27歳。ラクーン事件の数少ない生き残りで、卓越したサバイバルと戦闘の技術を持つ。強い正義感と使命感を持つが故に、ラクーン事件の最中に出会った人々を救えなかった事に強い後悔と無力感を抱き、政府特務機関の勧誘を受け、長く厳しい訓練と過酷な任務を経て自らを鍛え上げていった。初期装備のコンバットナイフは『RE:2』で先輩警官マービンから譲り受けた形見の品。
拉致されたアシュリーの捜索任務に就き、現地の警察の協力を得て本作の舞台となる村を単身訪れる。今作では「コンドル１」というコードネームを持つ。序盤でメンデス村長に昏倒させられた際にプラーガの卵を投与され、以後は幻覚などの諸症状に苦しむようになる。アシュリー、ルイス、エイダらの助力の下、教団の刺客を退けつつ、自身とアシュリーを侵蝕していくプラーガを除去する方法を求め、村、古城、孤島を探索していき、終盤でルイスが遺した放射線照射装置でプラーガの除去に成功。教主サドラーとの最終決戦では、エイダとの共闘の末にこれを撃破、数百年に亘るロス・イルミナドス教団の歴史に終止符を打ち、アシュリーと共に島を脱出して帰還した。
アシュリー・グラハム （Ashley Graham）
英語音声 - Genevieve Buechner / 日本語音声 - 鬼頭明里
2004年当時のアメリカ大統領の令嬢。20歳の大学生。大学からの帰宅途中に誘拐され、本作の舞台となるヨーロッパ某国の村へ移送、上位種プラーガの卵を植え付けられてしまう。教会に監禁されていた所をレオンに救出され、プラーガ除去と生還を目指して行動を共にするようになる。
当初は護衛対象としてレオンにただ追従するだけだったが、共に危機を乗り越えていく内に精神的に成長していき、謎解きのヒントを伝える、敵の妨害を行う、クレーンを操縦して進路を切り開くなどの行動力を発揮して彼を助けるようになる。一時はプラーガの支配が進んで自我を喪失、レオンを傷付けてしまった事に思い悩むも、彼が捕獲された際はアシュリー操作パートに入り、勇気を振り絞ってアルマデューラの妨害を掻い潜って単身奔走、見事レオンの解放を成し遂げるも、直後にヴェルデューゴに捕縛され、クラウザーによって孤島へ移送された。プラーガによる支配が完了する間際でルイスの研究室に運び込まれ、彼が遺した放射線照射装置で治療される。激痛に苦しむも耐え抜き、気絶したレオンにも同じ処置を施してプラーガを除去した。DLC『SEPARATE WAYS』では最終盤でエイダと直接対面、サドラーと戦うレオンを助けるよう懇願する。
エイダ・ウォン （Ada Wong）
英語音声 - Lily Gao / 日本語音声 - 皆川純子
６年前、レオンがラクーンシティで出会ったアジア系の美女。ウェスカーの指令で村に潜入、特殊な支配種プラーガが封じられた琥珀「アンバー」を奪取するべくレオンの活躍の裏で暗躍する。
DLC『SEPARATE WAYS』の主人公。冒頭で古城の地下牢からルイスを救い出した直後、ペサンタと交戦、分身を寄生させられてしまう。ルイスを捜索する最中に意識を失うもウェスカーの助力で復帰、ルイスと合流を果たす。レオンとアシュリーを救いたいというルイスの依頼、そして自身の症状を考慮して、プラーガ遅延薬の原料を調達すべく城内を奔走、その最中にレオンと再会した。完成した薬によって幻覚を克服、ペサンタの撃破に成功するものの、直後にクラウザーがルイスの命とアンバーを奪ってしまう。レオンと共に孤島へ渡った後は、ウェスカーの指令で島の起爆装置を作動させ、聖域ではレオンとアシュリーの窮地を救ってサドラーに挑む。一時はサドラーを撃破してアンバーを手にするも、不意を突かれて捕虜となってしまう。駆け付けたレオンによって解放され、彼がサドラーと戦う間に切り札の特殊弾頭ロケットランチャーを入手、レオンに投げ渡した。サドラー撃破後に晴れてアンバーを入手、レオンにジェットスキーの鍵を渡してヘリで飛び去った。
工作員として冷徹に振る舞いながらも、レオンとアシュリーを危険を顧みず救おうとするルイスに感化され、ルイス亡き後も二人を助けるために遠回しに工作を行うなど、オリジナル版よりも非情に徹し切れない面も見せている。また、野望の為に数多の犠牲も厭わないウェスカーの考えには嫌悪感を露わにしており、エンディングではウェスカーの真意を聞き出した直後に反旗を翻し、アンバーを彼に渡す事は無かった。
ルイス・セラ・ナバロ （Luis Serra Navarro）
英語音声 - André Peña / 日本語音声 - 津田健次郎
レオンが村で出会ったラテン系の男。28歳。教団に捕まり監禁されていた最中にレオンと出会い、以後協力していくようになる。レッド９拳銃を愛用しており、エルヒガンテの背中に飛び乗って爆薬を仕掛けるなど身体能力も高い。お気に入りはドン・キホーテの物語。大学以前の記録が全く無いが、本作の舞台となる村の出身者。母親は出産直後に病死、幼少期は湖畔の家で祖父と二人で暮らすものの、祖父が狂い病で他界した後は村を出て行方不明となる。大学卒業後はアンブレラ社に好待遇で迎えられ、表向きには一般的な市販薬の開発を手掛けていたが、その実、欧州研究所の研究員として生物兵器の研究を行っていた。退職後は行方を晦まし、ラクーン事件後の警察や政府機関の必死の捜索にも関わらずその足取りは掴めなかったが、ロス・イルミナドス教団に雇われて寄生虫プラーガの研究に従事、アナベルらと共に遅延薬や上位種プラーガ、プラーガ除去装置の開発に携わっていた。やがて教主サドラーの思想に危機感を覚え、エイダやウェスカーの組織と秘密裏にコンタクトを取り、教団から奪ったアンバーの提供を条件に高飛びを企てていた。
オリジナル版では村の籠城戦一度だけの共闘だっだが、今作ではDLC『SEPARATE WAYS』も含めて活躍の場面が増えている。籠城戦後はエイダと合流して城に戻り、彼女が集めた原料を元にプラーガ遅延薬を作り上げる。その後は地下坑道でレオンと合流して遅延薬を提供、力を合わせて道中の敵を退けながら地上を目指すが、脱出直前でクラウザーの奇襲を受けてアンバーを奪われ、レオンに研究室の鍵を託して息絶えた。生い立ちも深掘りされ、研究者としての過去に贖罪の意識を感じており、罪滅ぼしとしてレオンとアシュリーを救おうとしていたこと、教団からの逃亡も単なる保身ではなくサドラーへの対抗手段としてアンバーの研究を行う為であることなど、軽薄ながらも正義感の強さが強調されている。

### ロス・イルミナドス教団
ビトレス・メンデス （Bitores Méndez）
英語音声 - Jon Bryant / 日本語音声 - 大羽武士
本作の舞台となる村を統括する村長で、ロス・イルミナドス教団の神父。レオンを片手で持ち上げ投げ飛ばし、太い鉄の閂を捻じ曲げるほどの怪力の持ち主。見上げるほどの巨体とスキンヘッド、トレンチコートを着て帽子を被った装い、銃弾やナイフを物ともしない耐久力、威圧感ある風貌や緩慢な動作、身体能力は『RE:2』のタイラントを彷彿とさせる。
かつては村の発展に貢献、平穏な営みを写真に記録し、村民を家族のように思う人徳者だった。しかし、狂い病の治療という名目で村民共々、教団からプラーガを投与され支配下に置かれてからは、教主サドラーに心酔し、村や村民の損害も顧みず教団に盲従する冷酷な性格へ変貌してしまった。監禁したルイスと遭遇したレオンを襲い、彼を昏倒させてプラーガの卵を投与する。自宅に現れたレオンを再び襲撃、その妨害を行ったエイダを追い回した後は、関所を突破して村を脱出しようとするレオンとアシュリーの前に現れ、彼女を強奪すべく大勢の村人と共に追跡してくる。どちらの逃走パートでも撃破は不可能。
追跡を振り切って屠畜小屋に逃げ込んだ所で、本格的な戦闘に突入。ガソリンの爆発によって帽子とコートは失われ、鋭利な触手と爪、伸び上がった脊椎を持つ、教団の紋章に酷似したシルエットへと変貌を遂げる。ダメージを与え続けると脊椎が千切れて上半身のみの第二形態へ移行、機敏な動きで天井の梁を伝い、木材やガソリン入りのドラム缶を投げ付けるといった遠距離攻撃を多用するようになる。最後はサドラーの名を叫んで絶命、小屋と共に燃え尽きた。なお、撃破後に入手できる陶製の義眼は、オリジナル版ではキーアイテムだったが、本作では売却専用のトレジャーアイテムとなっている。
ラモン・サラザール （Ramón Salazar）
英語音声 - Marcio Moreno / 日本語音声 - チョー
村に隣接する古城の主で、名門サラザール家の８代目当主。年齢は20歳。子供のような矮躯に老け顔というアンバランスな容姿をしている。オリジナル版を踏襲し、日本語版でもレオンを「ミスター・ケネディ」と呼ぶ。幼少の頃から嗜虐的な性格で、自らを「プルガルチト」と揶揄した給仕の顔に硫酸を浴びせ、悶絶する様子を恍惚の表情で眺めていた逸話を持つ。成長後はプラーガの影響も相まってその歪みに拍車が掛かり、逆らう者達には拷問や処刑、奈落や地下水路への投獄を行っていた為、家臣からは「狂った僭主」「心無き悪童」「病で死ぬべきだった」と酷評され、領内の村では彼を模した人形が破壊の対象にされたり、武器商人からは彼の肖像画を汚す依頼が出されるなど、周囲からは蛇蝎の如く嫌われていた。
サラザール家は代々、孤島に追放したロス・イルミナドス教団の監視、及び古城の地底に封印したプラーガの管理を責務としてきたが、彼の奇病を治す為、母カタリナが教団を城に招いた事から均衡が崩れた。サドラーはラモンの父ディエゴとカタリナを亡き者にし、孤独と喪失感に囚われたラモンは篭絡されてプラーガを解き放ってしまい、サドラーを「偉大なる真の父」と崇敬する狂信者へ堕ちてしまった。城を訪れたレオンを数々の罠や配下の刺客で迎え撃ち、側近ヴェルデューゴにアシュリーの身柄を強奪させてクラウザーに引き渡した。レオンの銃撃で転落した際に変異を遂げ、触手を用いた三次元的な動きで翻弄、強酸を撒き散らし、即死の噛み付き攻撃を行うなど、オリジナル版とは大きく異なる戦闘を展開する。数々の挑発と悪口雑言をレオンに浴びせるが力及ばず、サドラーへ救いを求めながら息絶えた。なお、戦闘中にラモン本体に卵を投げ付けるとダウンを取れ、金の卵ならば大ダメージを与えられる。
ヴェルデューゴ / イシドロ・ウリアルテ・タラヴェラ （Verdugo / Isidro Uriarte Talavera）
ラモンを「左腕」として補佐する側近の一人。赤いローブを身に付けている昆虫人間。名はスペイン語で「処刑者」を意味する。ラモンの命令でアシュリーを連れ去り、駆け付けたレオンを奈落へ突き落とした後、地下実験場で襲撃する。ローブの下の体は強靭な外殻に覆われており、その体力はラストボスであるサドラーをも上回って本作最高。鋭利な爪と尾を備え、銃弾を回避する程の俊敏かつ柔軟な動作を可能とし、床や天井からの奇襲にも長けている。ただし冷気に弱く、液体窒素シャワーを浴びせる事で全身が凍結、一時的に行動を阻害する上に与えるダメージが増し、凍結状態で撃破すると全身が砕け散る。撃破せずとも時間経過でエレベーターが到着して離脱が可能だが、撃破すると高額トレジャーをドロップし、後のラモン戦で彼の台詞が追加される。
素体となったのはサラザール家に仕えていた学匠イシドロ。ラモンに純粋な忠誠を誓っていた稀有な人物で、不完全な人の身を虫の高みへ至らせる研究を命じられ、黒い水を用いた非人道的な実験の末にノビスタドールやペサンタを生み出したマッドサイエンティスト。ペサンタ完成後、領主の右腕としてラモンを補佐する彼女に倣って、自身は左腕となる決心を固め、輸血の要領で黒い水を体内に取り込んでヴェルデューゴへと変異した。
ペサンタ / 執事 （Pesanta / Housekeeper）
ラモンを「右腕」として補佐する側近の一人。黒いローブを身に付けている昆虫人間。名前の由来は、カタルーニャ地方の伝承に登場する魔獣。『U-Ⅲ』『魔犬』という呼称も持つ。本編ではレオンとアシュリーが謁見の間を訪れた際、ラモンに従ってヴェルデューゴと共に姿を現した一度切りの登場で、ファイルで名前が判明するのみだったが、DLC『SEPARATE WAYS』では最初の敵として立ちはだかり、自らの分身をエイダに寄生させる。その後も執拗に彼女を追跡、累計三回の戦闘が繰り広げられる。分身の宿主の知覚を操って幻覚を見せる攪乱戦法を得意としており、幻影までもが近接攻撃を仕掛けて来る。最終対決時にローブが破れて真の姿を解放、尾にハサミムシに似た巨大虫を備えた全容は、オリジナル版に登場した「U-3」に酷似している。前二度の戦闘とは戦法が変わり、尾を使った直接攻撃や分身爆弾の射出を繰り出すが、ルイスが作ったプラーガ遅延薬によって幻覚症状を抑制したエイダに敗北。その直後に尾の巨大虫部分が肉体の主導権を得て二回戦に突入。地中や天井を自在に動き回って奇襲、突進攻撃に加え、ノビスタドールをも呼び寄せるようになる。彼女の撃破後にエイダが分身を吐き出すのは、本編でサドラー撃破後にガナード達が機能不全に陥ったのと同様、司令塔となるペサンタ本体が死亡した為。
素体となったのは、サラザール家に長年仕えていた女執事。ラモンの狂気を知ってなお、先代当主ディエゴの遺命に従って彼の性格を正すべく尽力していたが結局叶わず、執事としての責任感とディエゴへの贖罪の念から、ラモンと運命を共にする覚悟を決めてプラーガを受け入れ、人と虫の融合実験に被験体を志願、イシドロの施術を受けた。しかし合一が安定せず、冷酷非情なイシドロでさえ総毛立つ絶叫を吐くほどの苦痛を半年間味わった末、「別の生物を足す」施術によってようやく完成した。
ジャック・クラウザー （Jack Krauser）
英語音声 - Mike Kovac / 日本語音声 - 辻井健吾
元米軍特殊部隊少佐の経歴を持つ、サドラーの部下。ナイフを巧みに扱う白兵戦の達人で、専門は夜襲とゲリラ戦。トレードマークは赤いベレー帽。オリジナル版ではレオンの戦友だったが、今作ではレオンに教練を施した教官という関係に変更されており、互いに「新兵」「少佐」と呼び合い、オープニングでも教練の様子が描かれている。また、ウェスカーの組織に所属して教団にはスパイとして潜入している設定も改められ、サドラーからは「忠実なる使徒」と呼ばれ、孤島の再開発や通信施設「象の檻」の監修、アシュリー拉致計画やアンバー奪還、捕らえたアシュリーの孤島への移送といった重要な任務を遂行し、ウェスカーの接近も察知して迎撃用の特殊弾頭ロケットランチャーを配備していた。
本作の２年前に当たる2002年、南米麻薬カルテル壊滅作戦『オペレーション・ハヴィエ』に部隊長として参加。作戦の詳細や真相は今作では明らかにされていないが、敵の圧倒的な力によって部隊は壊滅、加えてアメリカ軍部が孤立した部隊に救援を送らなかった事で彼以外の隊員は全員死亡した。この一件で祖国への恨みを募らせ、同時に「純粋で圧倒的な力」を渇望するようになり、教団に加わって上位種プラーガを投与された。そうした力への執着心をアナベルに見込まれてアンバーによる活性化実験に応じ、自身の上位種の大幅な強化に成功した。
ヴェルデューゴ戦の直後に見る幻覚で初登場し、その後地上を目指すレオンとルイスを襲撃、ルイスに致命傷を負わせてアンバーを奪い、レオンとナイフ戦闘を繰り広げる。第二回戦は孤島の遺跡で行われ、ナイフ以外にもサブマシンガンや手榴弾、火薬を搭載した弓矢、設置した各種トラップを駆使し、後半はプラーガの力を解放、左腕を巨大な刃に、右腕を盾の如く硬く巨大化させてレオンに一騎打ちを挑んだ。最後は潔く自らの敗北を認め、愛用のファイティングナイフで止めを刺すように促し、レオンの成長を讃えて息を引き取った。『SEPARATE WAYS』のエンディングで、アンバーで活性化した彼の遺体を、ウェスカーが秘密裏に回収していた事が明らかとなる。
アナベル・ガルシア・エスクデロ （Anabel García Escudero）
作中のファイルにて名前が登場する、教団の女性研究員。ルイスの元同僚。プラーガ遅延薬の開発、上位種プラーガの開発と量産、アンバーの研究など、研究主任として重要な研究に携わっていた。
アンバーの研究中に死亡事故が発生したため、新設された通信施設「象の檻」に研究拠点を移した。同施設でアンバーを用いてマルティニコの劇的な強化に成功、次なる実験として上位種プラーガの強化実験を企て、被験体としてクラウザーに着目した。クラウザーの強化には成功したものの、その後サドラーから上位種プラーガのアンプルを打つように迫られ、自殺も選択肢に入れて悩んだ末にプラーガを投与してしまった。結果、希薄だった忠誠心が一変、支配される喜びに目覚めてサドラーを崇めるようになった。
オズムンド・サドラー （Osmund Saddler）
英語音声 - Christopher Jane / 日本語音声 - 大塚芳忠
ロス・イルミナドス教団の15代目教主。本作のラストボスにして黒幕。全プラーガの親玉、支配種プラーガの宿主。プラーガを「聖体」と賛美し、その拡散を至上命題に掲げている。オリジナル版とは風貌が変わり、スキンヘッドの後頭部は異様な形状をしており、青白い瞳や肌も相まって禍々しい雰囲気を漂わせている。内面も、本作では口調が仰々しいものに変わり、プラーガを利用して世界人類の支配を目論む、という強欲かつ野心的だった動機も、全人類にプラーガ寄生という恩寵を分け与える事で、国や宗教、人種を超越して世界を統一、憎しみも争いも無い平和な楽園を創造するという、宗教指導者としての面を強調したものに改められた。ただ、この理念が本当にサドラー自身の意思によるものかは疑わしく、支配種プラーガがサドラーを傀儡にして、種族の繁栄の為に最も効率的な手段として世界征服へ舵を切らせている見方が強い。
序盤から幻覚という形で度々現れ、終盤で本人が登場、支配種の力でレオンの動きを封じ、アシュリーを悠々と連れ去った。聖域でレオンを支配下に置こうとするも、エイダの妨害に遭って二人を取り逃がす。『SEPARATE WAYS』ではこの時にアンバーを巡ってサドラーと戦闘、エイダの攻撃で一時は倒れるも不意を突き、捕らえた彼女を餌にしてレオンを誘き寄せる。プラーガを除去したレオンに激昂、全身を巨大に変異させて最終決戦を開始する。変異後の姿はオリジナル版とほぼ同じだが、全体的な戦闘力が向上しており、体力が減ると足場を破壊したり、大量のノビスタドールを召喚するようになる。撃破後は更なる変異を遂げ、岸壁エリア全体を覆うように大量の巨大触手が生える。触手攻撃を回避しつつ、サドラー本体を包むコアに一定のダメージを与える、もしくは時間経過でエイダが特殊弾頭のロケットランチャーをレオンに投げ渡し、それをコアに撃ち込む事で戦闘は終了、最後は本体の眼球をレオンに突き刺されて全体が崩壊した。司令塔である支配種プラーガが絶命した事で、支配下にあったプラーガは機能不全に陥って全滅した。

### アメリカ合衆国政府
イングリッド・ハニガン （Ingrid Hannigan）
英語音声 - Raylene Harewood / 日本語音声 - 杉本ゆう
アメリカ政府のエージェント。アメリカから無線通信でレオンのサポートを行う。レオンからは「HQ」と呼ばれている。レオンの依頼でルイスの素性調査を行う。古城に入ってからは通信障害が起き、彼女との交信が絶たれてしまう。
マイク （Mike）
英語音声 - Erik Gow / 日本語音声 - 川中子雅人
アメリカ政府のエージェント。ハニガンの要請を受けて戦闘ヘリコプターで孤島に駆け付ける。陽気な性格でレオンを「タフガイ」と呼ぶ。機銃とミサイルで戦闘員ガナード達を次々に蹴散らし、ゲートを粉砕してレオンの進路を切り開く活躍を見せる。レオンを山頂まで連れて行こうとした矢先、サドラーが差し向けた大量のノビスタドールに襲われ、ヘリを墜落させられて殉職した。

### 現地の警察官
マリオ・フェルナンデス・カスタニョ （Mario Fernández Castaño）
英語音声 - Mathias Retamal / 日本語音声 - さかき孝輔
現地の警察官の一人で階級は巡査。髭面。旧作ではレオンをカウボーイと称し、やや悪態づきながら接してきたが、今作では態度が軟化している。村外れで用を足そうとした際、木立に潜む村人の気配を感じて先行した結果、猟師小屋のガナードに襲われて殺害される。その後、遺体は頭部を切断されてデルラゴの餌にされてしまった。
メガネの警官 （Newbie Officer）
英語音声 - / 日本語音声 - 星野健一
現地の警察官の一人で、カスタニョ巡査の相棒。本名不明。レオンがカスタニョ巡査を探しに行っている間にガナードに襲われる。殺された後、村の中央広場で磔にされ火を放たれる。旧作同様に喫煙者である為、パトカーの車内でレオン（非喫煙者）に煙草を勧める。ちなみに彼が吸う煙草は、ルイスがエイダから渡されたものと銘柄が同じ。

### その他
武器商人 （Merchant）
英語音声 - Michael Adamthwaite / 日本語音声 - 千葉繁
武器の販売や改造、修理、アイテムの交換サービスを行う特殊なガナード。オリジナル版を踏襲し、日本語版でもレオンを「ストレンジャー」と呼び、話しかけた時は「ウェルカム！」と言って歓迎してくれる。作中における青の依頼書の主。DLC『SEPARATE WAYS』にも登場、エイダにも同様のサービスを提供するが、取り扱う品はレオンと異なる。台詞や依頼文からロス・イルミナドス教団への強い敵意や、個人ではなく集団で活動していることが窺えるが、各所に登場する武器商人が同一人物か別人物かは定かではない。
アルバート・ウェスカー （Albert Wesker）
英語音声 - Craig Burnatowski / 日本語音声 - 中田譲治
ラクーン市警の特殊部隊「S.T.A.R.S.」の元隊長で、本シリーズの黒幕的存在。本作では「アンバー」の入手を目論み、オリジナル版同様、現地に派遣したエイダに無線で指令を送る。DLC『SEPARATE WAYS』にて、現場付近の洋上を遊弋する大型戦艦の指令室から指示を出していたことが判明。村では昏倒した彼女をガナードから救助し、孤島では島の爆破工作を命じるなど登場頻度が増えている。エピローグでエイダに離反されてアンバーの実物の入手は叶わなかったものの、アンバーで活性化したクラウザーの遺体を得たことによって目的を達成、誤差の範囲内としてエイダが乗ったヘリを見逃した。

## 登場クリーチャー
オリジナル版とほぼ共通しているが、一部のクリーチャーに変更が加えられている。ガトリング男は登場せず、大男：連弩がその役割を引き継いでいる。特にU-3はラモンの側近ペサンタとして設定が大幅に改められた。

### 寄生体
プラーガ（Plaga）
サラザール家の領地に古くから原生する、真社会性の寄生生物。名前はスペイン語で「害虫」を意味する「Plaga（プラーガ）」及び、その複数形で「疫病」を意味する「Las Plagas（ラス・プラーガス）」から来ている。また、ゲーム内では「Las Plagas」という語句に対して「悪疫」という日本語も併記されている。
本作では、太古の琥珀に包まれたものが古城の地下から採掘されており、教団関係者からは「聖体」と呼ばれ崇められている。粉塵中に含まれる微細な胞子と化して休眠状態にあった幼体を、発掘作業者や土地の住民が吸い込んで感染、狂気や幻聴などを発症するケースが確認され、村ではこれを「狂い病」と呼んでいた。人間のみならず、犬やカラス、両生類などあらゆる脊椎動物へ寄生、成長に合わせて中枢神経と同化、宿主の意識を乗っ取り行動を支配する。宿主から分離した成体は単独では長くは生きられない上、太陽や閃光手榴弾のような強い光に晒されると瞬時に絶命してしまう。
「従属種」「上位種」「支配種」の三種類に分類される。従属種プラーガに寄生された人間は「ガナード」と化して自我と理性を失い、また知能も後退してしまう欠点がある。上位種プラーガには変異能力こそ無いものの、宿主の脳に全く損傷を与えないため知能低下が起こらないという特徴があり、研究やスパイ活動といった頭脳労働を行わせる目的で開発と量産が進められ、教団の科学者や幹部に投与された。しかし支配種プラーガに絶対服従するプラーガの基本性質は従属種と変わらず、寄生させられた者は自我を残しつつも総じてサドラーに心酔する人格に変貌してしまう。支配種プラーガはサドラーが身に宿しており、宿主を通して全てのプラーガに信号を送り意のままに操ることが出来る。
体内に寄生したプラーガは、孵化前の段階なら投薬で卵を除去できる。しかし、宿主に幻覚や腹痛、咳や喀血といった症状が表れると孵化の完了を意味し、投薬では成長の遅延や症状の抑制しか見込めなくなる。孵化後の寄生体を除去するには、がん治療のリニアック装置のように体外から特殊な波長の放射線を照射して、プラーガを焼き殺す必要がある。ただしその際は中枢神経を通じてプラーガの苦痛が宿主に伝わるため、宿主は筆舌に尽くし難い激痛に襲われ、場合によってはショック死することもある。プラーガが成体へ成長を遂げてしまっても除去自体は可能だが、その場合は宿主も確実に死に至る。
プラーガの最たる特長は変異性ではなく、例え敵対者であっても決して裏切る事の無い味方に仕立て上げてしまえる「支配力」であるとされ、上位種プラーガの力で大統領令嬢アシュリーを絶対的なスパイに仕立て上げ、本国へ送り返した彼女を足掛かりに大統領や政府要人にも上位種を投与してアメリカ政府を乗っ取り、更に世界中へプラーガを拡散させていく事がサドラーの計画だった。
アンバー（The Amber）
特殊な支配種プラーガの生体サンプル。寄生虫本体は小さな琥珀の中に封印されている。長らく化石倉庫に収蔵されていた所、見慣れない形をしていた事からルイスに見出され基礎分析が進められたが、彼の動きを怪しんだサドラーによって取り上げられ、本格的な研究はアナベルが行う事となった。彼女の研究の末、仮死状態ながら他のプラーガに影響を及ぼして活性化、宿主との関係を最適化させて大幅に強化する能力を持つ事が判明。覚醒させる方法は不明だが、そのポテンシャルはサドラーの支配種をも凌駕すると推測され、サドラーへの対抗手段になり得ると考えたルイスが教団から持ち去った。その力に着目したウェスカーがエイダを派遣して入手を目論み、一方のサドラーもメンデス村長やクラウザーに命じて奪還に乗り出すなど、物語を動かす重要なキーアイテムとなっていた。

### ガナード（Ganado）
従属種プラーガに寄生された人間。スペイン語で「家畜」を意味する。今作で最も多く登場する敵クリーチャー。人間としての自我や理性を失い凶暴化、衛生観念も低下しているが、過去作に登場したゾンビとは異なり、武器や道具、言語の使用、他のプラーガ系統のクリーチャーと連携して敵を追い詰めるだけの知能は保持している。
村人（Villager）
サラザール家領内にある村落の住民。よそ者を排除せよという命令に従い、村を訪れたレオン達に襲い掛かって来る。武器は農具や日用品が主だが、火炎瓶や採掘用ダイナマイト、トラバサミ、クロスボウを使用する個体も居る。古城の地下にも登場する。
チェーンソー男（Chainsaw Villager）
樹木伐採用のチェーンソーを武器に使うガナード。オリジナル版と同じく黄土色の頭陀袋を被っている。通常の村人ガナードよりも大柄で、耐久力・狂暴性は遥かに上。チェーンソー攻撃を受けると即死してしまうが、周囲のクリーチャーをも巻き込んでしまうこともある。
チェーンソー姉妹（Chainsaw Sisters）
チェーンソーを武器に使う女性ガナード。どちらも顔に包帯を巻いている。基本的な性質はチェーンソー男と同じだが、本編の関所で登場する個体は二体同時に登場する。片方がキーアイテムを所持しているため、戦闘は避けられない。
暴走チェーンソー男（Mad Chainsaw Villager）
無料DLC『THE MERCENARIES』の岸壁ステージにのみ登場する個体。オリジナル版の「巨大チェーンソー男」に相当する個体。白い頭陀袋を被り、二枚刃のチェーンソーを激しく振り回す。通常個体よりも耐久力とスピードにも優れるため、危険度は更に上。

大男（Brute）
本作で新たに登場した個体。動物のマスクを被った巨漢のガナードで、チェーンソー男と同じく耐久力が高く怯みにくい。近距離ではパンチやキック、ラリアットを仕掛けてくる。
大男：ハンマー（Brute Hammer）
牛のマスクを被った大男。味方の巻き添えも厭わずに、大きな鉄槌を豪快に振り回してくる。窓や扉を破壊して登場することもある。
大男：連弩（Brute Crossbow）
猪のマスクを被っている大男。左腕にエンジン駆動の連弩を装着、矢を高速で連射してくる。発射前に連弩を攻撃することで一時的に動作不良を起こす。オリジナル版の「ガトリング男」に相当する個体。
邪教徒（Zealot）
ロス・イルミナドス教団の教徒。古城に登場する。黒いローブに身を包み、大鎌やフレイル、松明、クロスボウ、斧、木製の盾で武装し、ヘッドショットを無効化する金属製の仮面を着用する個体も現れるなど、村人ガナードに比べて武装の質や耐久力が向上している。オリジナル版では全てが男性だったが、本作では女性教徒も登場する。他にも、敵クリーチャーではなくカットシーンにのみ登場する、白いローブで顔や全身を覆った女性教徒も居る。
邪教徒：錫杖（Zealot Staff）
オリジナル版の「邪教徒（リーダー)」に相当する個体。赤いローブと山羊の頭骨を着用し、赤いカンテラを吊り下げた錫杖を持っている。「Gloria a las Plagas!（プラーガに栄光あれ）」の詠唱と共に特殊な音響を発する事で、周囲の邪教徒を一斉にプラガ・グアダニャやマンディーブラに変貌させたり、レオンやアシュリー、エイダの寄生体を刺激して行動を阻害する。接近されると走って距離を取り積極的な攻撃はしないが、変異させられる邪教徒が居なくなった場合は、自らをプラガ・マンディーブラに変異させて攻撃に転じる。

戦闘員（Soldier）
孤島を警備する兵士。戦闘訓練を受けており、ダイナマイトやクロスボウ、火炎瓶の他、スタンロッドや金属製の棍棒、バール、更にはロケットランチャーや固定銃座など強力な兵器を扱う。ヘルメットやアーマー、金属製の盾を使用するなど防御面にも優れる。オリジナル版と同じく男性のみで構成されている。
ガナード（寄生体）
体内のプラーガが外部に露出した状態のガナード。一部のガナードが、頭部の破壊や死亡をきっかけに変化、寄生体が肉体の主導権を得た状態。強い光に弱いというプラーガの性質上、いずれも閃光手榴弾の光を浴びると即死する。プラーガの成長度合いや状態によって以下の種類が存在する。
ガナード・デスヌカド（Ganado Desnucado）
首が真横に折れ曲がり、体内の寄生体が直接外界を視認している状態のガナード。武器こそ使用しないが急速に間合いを詰めてくる上、耐久力も向上している。本編でレオンが最初に遭遇する敵。プラガ・グアダニャやマンディーブラ、アラニャと異なり寄生体が宿主の体内に留まっているため、日中でも活動できる。
プラガ・グアダニャ（Plaga Guadaña）
オリジナル版の寄生体Ａに相当する。宿主の頭部を破壊して露出した、鋭利な刃が付いた触手を生やしたプラーガの幼体。宿主の脳を失ったため武器は使えず、動きは機械的。寄生体ガナードの中で最も遭遇頻度が高い。
プラガ・マンディーブラ（Plaga Mandíbula）
オリジナル版の寄生体Ｂに相当する。幼体よりも成長しているがまだ成長途中。グアダニャと同じく動きは機械的だが、巨大な顎で頭部に噛み付く即死攻撃を持つ。オリジナル版と違い、距離が離れていると黒い酸を吐き出してくる他、口を吸盤のように用いて天井に張り付いて空襲するなど攻撃のバリエーションが増加。外皮が硬質化しており、弱点の閃光手榴弾の光と口内への攻撃以外はダメージを与えにくくなっている。
プラガ・アラニャ（Plaga araña）
オリジナル版の寄生体Ｃに相当する。成体のプラーガがガナードの背中に貼り付き、尾から伸ばした触手を配線のように頭や両腕に刺して身体を制御している状態。通常のガナードより俊敏で凶暴。攻撃を受けて仰け反るとプラーガが離れて通常のガナードに戻り、反対に独立していたプラーガがガナードへ貼り付く事でアラニャへと変貌する。グアダニャやマンディーブラと違って宿主の脳は破壊されていないため武器も使用し、ガナードの頭部が破壊されても活動し続ける。死亡したガナードの頭部を破って成体プラーガが登場することもある。なお、成体プラーガ自体の攻撃力や耐久力は低め。

### B.O.W.
コルミロス（Colmillos）
プラーガを寄生させた大型犬。名前はスペイン語で「牙」を意味し、口内に収まり切らない獰猛な牙で獲物に襲い掛かる。機敏な上に姿勢が低く、また複数体が同時に出現する事が多いせいで対応が難しい。背中から寄生体が露出する場合もあり、その状態ならば閃光手榴弾で撃破可能。
コルミロス：強個体（Colmillos Strong Threat）
コルミロスの中でも特異な変異を起こした個体。背中から大きな寄生体が露出している。武器商人から「青い依頼書」で退治依頼を受けると一体だけ出現する。

デルラゴ（Del Lago）
オオサンショウウオにプラーガを寄生させて生み出されたクリーチャー。名は「湖の主」を意味する。プラーガの影響で20メートルを越える巨体に成長して湖のヌシとして君臨、村人が死体処理や教会の鍵の番人として活用していた。ボートで湖を渡るレオンを襲撃、通常の装備は使えず、ボートに積載されていた大量の銛を打ち込んで戦うことになる。デルラゴの攻撃や漂流物への激突で、ボートの耐久値が完全に失われると湖に転落、捕食されてしまう。オリジナル版と同様、直前の桟橋にて一定回数の銃撃を行うと、銃声を聞き付けたデルラゴに襲われてゲームオーバーとなってしまう。
エルヒガンテ（El Gigante）
プラーガに寄生された人間に遺伝子操作を施して生み出された、その名の通り「巨人」のクリーチャー。「大いなる赤子」とも呼ばれ、古くから教団によって少数ながら量産されてきた。採石場でレオンが遭遇した個体は、生後６ヵ月にして犬を丸呑みにし、９ヵ月の頃には集会所が手狭になるほどに巨大化、10ヵ月になると三日で牛一頭を平らげるほど食欲旺盛になり、１歳２ヵ月になると巨大なツルハシを軽々振るう一方、村民を捕食しかけるなど、急激な成長と狂暴化を遂げていた。１歳５ヵ月を迎えた頃には村の家畜と食料が枯渇寸前になった為、城から招いた邪教徒・錫杖によって眠らされて採石場に封印されていたが、レオンを始末するに当たって目覚めさせられ、食欲のまま襲い掛かる。ある程度ダメージを与えると、弱点となる寄生体が背中から露出する。なお、村長の家にてイヌの救助イベントを発生させていた場合、そのイヌが再登場してエルヒガンテを翻弄、レオンをサポートするようになる。DLC『SEPARATE WAYS』ではより大柄な個体が登場、山荘に立て籠もるレオンやルイスの撃破に向かう道中でエイダと遭遇、標的を彼女に切り替えて村人ガナードと共に襲い掛かる。エリア内の建物を次々に破壊していくが、エイダの立体起動戦法の前に敗北、村人を下敷きに倒れ込んだ後、寄生体を撃たれて絶命した。
エルヒガンテ：鎧（El Gigante Armored）
全身に粗雑ながら強固な鎧を纏ったエルヒガンテ。古城の城壁エリアで遭遇、レオンへ瓦礫を投げ付けてくる。大砲かロケットランチャーでのみ撃退可能だが、無視して逃げる事もできる。地下の溶鉱炉で通常個体のエルヒガンテと共に再登場、レオンとルイス相手に２対２の戦いを繰り広げる。顔の下半分以外には攻撃が通らず、閃光手榴弾も通じないが、通常個体を撃破した後でルイスが背中に飛び乗ってダイナマイトを設置するので、銃撃で起爆させる事で鎧が壊れて弱点の寄生体が露出する。どちらの個体も溶鉱炉に落とすことで即撃破できるが、その場合はトレジャーをドロップしない。
ガラドール（Garrador）
プラーガを用いた肉体強化実験で誕生した狂戦士。「鉤爪を持つ者」を意味する名の通り、両手に鋭利な鉤爪を装備している。視界に入った者を見境無く攻撃する狂暴性故に目を縫い付けられ視覚を奪われているが、代わりに聴覚が発達、物音に敏感に反応して急速に接近、鉤爪を振り回してくる。これらの理由から敵味方の区別は全く付いておらず、周囲のクリーチャーをも無差別に殺傷してしまいがち。弱点は背中から露出した寄生体。地下牢でレオンが遭遇した個体は、元はサラザール家お抱えの拷問官で、他人に苦痛を与える事に快楽を見出す天性の才能をラモンに見込まれ、非道な人体実験が行われた。代々拷問を担当する一族だった為、他にも登場するガラドールは親族と推測される。
ガラドール：鎧（Garrador Armored）
全身に強固な鎧を纏ったガラドール。領主の間に向かう際に通る控えの間にて、通常個体や邪教徒と共に登場する。DLC『SEPARATE WAYS』でも登場、最高難易度では通常個体も同時に登場する。

アルマデューラ（Armadura）
宿主を求めて徘徊していたプラーガの幼体が、城内に飾られていた騎士甲冑に入り込んで誕生したクリーチャー。名前はスペイン語で「鎧」を意味する。鎧の中に張り巡らせた触手が筋肉の役割を果たすことで、歩く、剣を振るといった人間を模した動作を行っている。多くの個体は飾られた状態のまま微動だにしないが、接近やギミックの作動などをきっかけに活動を開始する。攻撃を受け続けると兜が外れ、プラガ・グアダニャのように寄生体が剥き出しとなり、その状態ならば閃光手榴弾で即死する。青い炎に近付くと甲冑内の寄生体が硬直して動きが止まる為、アシュリー操作パートでは、道中に出没するアルマデューラに青い灯火を当てて進んでいく事になる。
アルマデューラ：強個体（Armadura Strong Threat）
アルマデューラの中でも特異な変異を起こした個体。通常のアルマデューラとは違い、金色の大型鎧に入り込んでいる。武器商人から「青い依頼書」で退治依頼を受けると、二体のアルマデューラと同時に出現する。

ノビスタドール（Novistador）
ラモンがイシドロに命じた「不完全な人の身を虫の高みへ至らせる研究」により生み出されたクリーチャー。初期は開発者イシドロのミドルネームから取って「U-Ⅱ」と名付けられ、後にラモンより「見えざる者」を意味する現在の名を与えられた。「黒い水」と呼ばれる液体で妊婦の子宮内の胎児を蛆に変異させ摘出し、その後人間大のサイズへ成長、現在では舞踏場や水路、地底に営巣し、食餌で自然繁殖している。名の通り、カメレオンの如く体色を変化させて周囲の風景に溶け込む擬態能力を持ち、獲物が通りがかると急襲、爪や強酸性の体液で攻撃する。オリジナル版では、飛行か不可視化の一方に特化した個体のみだったが、今作では個体ごとの能力差は無い。また、オリジナル版ではラモンから酷評されていたのに対し、今作ではラモンに加えてサドラーからも出来栄えを賞賛されており、繁殖地である古城だけでなく孤島にも登場、サドラーに使役されてマイクやレオンを襲ったり、ペサンタやサドラーとの戦闘中に召喚されるなど出番が増えた。
リヘナラドール（Regenerador）
人体に複数のプラーガを寄生させる実験で誕生した、不気味な外見のクリーチャー。開発者はルイスの元同僚。名前はスペイン語で「再生者」を意味する。驚異的な代謝能力を有しており、体内の寄生体を全て除去しない限り、体組織を無限に再生できる不死身。特殊スコープを使用する事で、体内の寄生体や取り込んだ異物を視認できる。腕を伸ばして遠くの獲物を引き寄せたり、手足を使わずに地面を這い回るといった奇怪な動きを見せる。ただしルイスから危険性を指摘されていた通り、制御面に難があるせいで生物兵器としての運用はされておらず、極低温下では活動を停止するものの、停電による極低温槽の稼働停止や低温耐性を獲得した個体が刺激をきっかけに暴走を開始した事例が度々確認されている。
アイアンメイデン（Iron Maiden）
リヘナラドールの変異体。口が大きく縦に割れた醜悪な顔面をしており、全身から伸縮自在の針を無限に生やして獲物を刺し殺す生態から、中世ヨーロッパの拷問具「鉄の処女」の名が付けられた。リヘナラドールとは異なり、寄生体は頭部の一体のみ。オリジナル版ではリヘナラドールとは別個体だったが、本作では特定のリヘナラドールが撃破時に変異、アイアンメイデンとして復活する。基本的な性質や行動はリヘナラドールと変わらないが動きが速くなっている上、針を矢の如く射出し、絶命時にも全身の針を撒き散らして破裂する。
リヘナラドール：強個体（Regenerador Strong Threat）
リヘナラドールの中でも特異な変異を起こした個体。最初からアイアンメイデンの形態で登場、全身は黒く、内包している寄生体の数が非常に多い。武器商人から「青い依頼書」で退治依頼を受けると一体だけ出現する。DLC『SEPARATE WAYS』にも登場する。
マルティニコ（Martinico）
DLC『SEPARATE WAYS』にて、孤島の通信施設「象の檻」に登場した新規クリーチャー。名前の由来はスペインの伝承に登場する悪魔。元は脆弱な実験体で「生まれ間違い」と蔑まれていたが、研究主任アナベルによるアンバーを用いたプラーガ活性化実験で驚異的な回復力と屈強な肉体を獲得、通常兵器では殺傷不可能な不死身の怪物へと生まれ変わった。しかし知能の低さは改善されず制御不能のままで、エイダが通信施設に進入した時には既に暴走しており、研究員や兵士を無差別に殺戮、捕食していた。施設内の培養槽では、他に複数体の未強化マルティニコの姿が確認できる。人間を上回る巨躯と獰猛な口を持ち、エイダを執拗に追跡する。攻撃はロケットランチャーも含めて一切通じず、接触と同時に捕食されゲームオーバーとなる。最後はフェイルセーフとして設置されていた高出力レーザー装置で全身をバラバラに切り刻まれるという、実写映画版第1作目のワン隊長ことジェームス・P・シェイド（演 - コリン・サーモン）を彷彿とさせる形で撃破された。

## 勢力

### ロス・イルミナドス教団（Los Iluminados）
寄生虫プラーガを「聖体」と呼び崇める、ヨーロッパの地方宗教団体。本拠地は作中に登場する孤島で、サラザール家の領地全体を支配している。支配種プラーガを宿すサドラー一族が代々の教主を務め、初代アダム、６代フランシス、７代ガレット、８代ヘスター、９代アイザック、10代ジョセフ、11代キーナン、15代オズムンドの名が判明している。プラーガの寄生を「恩寵」と位置付け、その拡散を行っている。拉致した一般人を強制的にプラーガの宿主や儀式の生贄にしたり、エルヒガンテなどのクリーチャーを生み出すなど、その手法は極めて危険かつ非人道的。その歴史は古く、1554年にアダム・サドラーが、作中に登場する古城の地底でプラーガを発見した事に端を発する。プラーガに魅了されたアダムは教団を立ち上げ、古城を拠点に活動を開始。やがてその思想と活動を世間から危険視され、1741年にサラザール家初代当主グレゴリオが城を攻撃、教団は掃滅されてプラーガは地底に追い遣られ、８代ヘスター・サドラーも孤島へ放逐されてしまった。以来、教団はプラーガ奪還を目指して城へ侵攻を試みるも、３代グレゴリオ二世が施した仕掛けや防衛設備に阻まれて失敗に終わった。
転機が訪れたのは15代オズムンド・サドラーの代。サラザール家当主ディエゴの妻カタリナが、息子ラモンの奇病を治す為に教団を城に招いた事で均衡が崩れた。孤島を脱したオズムンドはディエゴとカタリナを謀殺、幼いラモンを傀儡の当主にしてサラザール家を支配下に置き、プラーガの封印を解かせる事に成功した。サラザール家領内の村にも狂い病の治療の名目でプラーガを投与する事で、ガナード化した村人を地底からプラーガを採掘する労働力として活用していった。また、崩壊した製薬会社アンブレラから機材や人材などのノウハウを調達して孤島に近代的な研究施設を建造、ルイスやアナベルらにプラーガの研究やその応用実験を行わせた。他にも、ラモンを通じてサラザール家の学匠イシドロにプラーガ系統のクリーチャーを開発させ、元軍人の経歴を持つクラウザーには防衛設備や通信施設の監修に当たらせるなどして、教団はその力を着実に高めていった。そして全世界にプラーガを拡散させる為、手始めにアメリカ大統領の娘アシュリーを拉致、彼女を上位種プラーガの力で絶対的なスパイに仕立て上げて本国へ送り返す事で、大統領や政府要人を隷属させてアメリカ合衆国を支配下に置く一大計画を決行する。しかし、アシュリーの救出にやってきたレオン、アンバーの奪取に来たエイダ、教団から離反したルイスらの活躍によって支配種プラーガを宿すオズムンドが討たれ、配下のプラーガは全滅、450年続いたロス・イルミナドス教団は孤島の爆破と共に終焉を迎えた。

### サラザール家（Salazar Family）
古くから寄生虫プラーガ及びロス・イルミナドス教団に対抗してきた一族。歴代の当主は、初代グレゴリオ征討伯から順に、２代イポリト封魔伯、３代グレゴリオ建築伯、４代ホセ・アロンソ太平伯、５代アレハンドロ蕩尽伯、６代マリア・イザベル女伯、７代ディエゴ峻厳伯、８代ラモン。 退魔の血族としてのサラザール家の歴史は1741年、初代グレゴリオ一世が手勢を率いて、古城を拠点に寄生虫プラーガの拡散を行うロス・イルミナドス教団を征伐した事から始まる。この功を認められ、サラザール家は伯爵位と、城とその周辺を領地に賜って貴族となり、地中のプラーガの封印及び孤島に放逐した教団の監視の任に就く事になる。２代イポリトの代に地中からプラーガが湧く事態に見舞われ、辛うじて封印するも、この時の負傷が原因で彼は病死してしまう。イポリトの死に危機感を抱いた３代グレゴリオ二世は、狂気に魅入られたように莫大な財を費やして、邪教徒を迎撃する為の仕掛けや設備を城の随所に施し、地下にもプラーガ対策として自らの名を冠した水路を築いた。そうして傾いたサラザール家の財政の立て直しに尽力したのが４代ホセ・アロンソだったが、先代が遺した数々の防衛建築が功を奏し、以後は平穏な時代が続く事となった。５代アレハンドロは中庭や舞踏場を築くなど遊び心に富んだ人物だったが、若くして病死してしまった為、彼の妻マリア・イザベルが６代目当主の座に就き、90歳で逝去するまで長く統治した。７代ディエゴはマリアに似て非常に厳格ながら、家臣領民からの信望厚い名君だった。しかしディエゴの嫡男ラモンは奇病を患っており、また歪んだ性格の持ち主だった為、父子の仲は非常に悪かった。そんなサラザール家の運命が暗転するきっかけを作ったのは、ディエゴの妻カタリナ。外から嫁いできた彼女は一族の歴史に疎く、長期的な平和による弊害で教団とプラーガへの危機感が薄れていた事で、息子ラモンを治療する為、孤島に封じられていたロス・イルミナドス教団を城に招いてしまった。千載一遇の好機を得た15代目教主オズムンド・サドラーはディエゴとカタリナを謀殺、孤独になった幼いラモンを篭絡して８代目当主に据えてしまった。生来の歪み、父ディエゴとの確執、愛情への飢えも相まって、たちまちサドラーに心酔したラモンは、先祖達が封じてきたプラーガを解放、自らもプラーガを受け入れてしまった。以降、サラザール家は教団に従属してその活動を全面的に支援、城に乗り込んできたレオン達に配下の邪教徒やクリーチャーを差し向けるも全て返り討ちにされ、ラモン自身もレオンによって討伐、彼の死を以て名門サラザール家は完全に断絶した。

## 舞台
本作は、ヨーロッパの某国にある山奥を舞台としている。一帯はサラザール家の統治下にあったが、８代目当主ラモンがロス・イルミナドス教団に心酔、封印されていたプラーガを解放したため、住民は全てガナードと化している。
全体のマップは「村」「古城」「孤島」の三つで構成され、オリジナル版を踏襲したエリアも多く見られる。
村
レオンが最初に訪れる村で、メンデス村長が統括している。住民は全てガナードと化しており、命令に従って外部の者を積極的に攻撃する。教団の労働力として多くの村人が駆り出された結果、農作業に人手が足りず飢饉が起こってしまったり、実験体の餌として家畜を差し出したり、くじ引きで選ばれた住民を生贄に捧げるなど、教団のヒエラルキーでも最下層に位置している。
古城
村に隣接するサラザール家の古城で、ラモンが城主を務めている。ガナードと化した教団の邪教徒たちが徘徊している。かつて教団の初代教主アダム・サドラーが地底でプラーガを発見して以来、教団の拠点として利用されてきたが、サラザール家初代当主グレゴリオ一世によって教団が追放されてからはサラザール家が所有、歴代当主によって増改築が繰り返されてきた。
孤島
ロス・イルミナドス教団の本拠地。教主サドラーが支配している。全域に防衛施設が築かれ要塞と化しており、強力な武器を扱う戦闘員ガナードが警備している。研究施設や聖域など、重要な施設は山頂付近に集約されている。他にも、歴代教主の碑文や像など、オリジナル版に比べて教団の歴史に纏わる要素が増えている。

## 製作

### 作品背景
『4』のディレクター・脚本を務めた三上真司は2022年に行なわれたインタビューにて、「バイオハザード4の制作時において、3週間でのシナリオ執筆を余儀なくされたため、リメイクするならストーリーを改善してほしい」と述べている。

### スタッフィング
三上は本作の開発に参加していない一方、オリジナル版のカットシーンチームの一員だった平林良章がプロデューサーを務めたほか、オリジナル版のスタッフが何人か参加している。
平林はメディアへのインタビューの中で、多くの人に愛され、シリーズのターニングポイントとなった作品であるため、気を引き締める思いはあったと話しており、いかにして「再構築」を提案すべきか、シリーズを統括する竹内潤とは方向性についてしっかり話し合ったと述べている。一方、ディレクターを務めた安保康弘は1ユーザーとして『4』に触れた過去があり、リメイクにあたっては『バイオハザード』としての根幹は大切にしつつも、アクションゲームとしての爽快さとホラーのバランス性を生かすことを意識したと2023年のインサイドとのインタビューの中で話している。
また、銃への造詣が深い竹内が実際のプロの構え方を考慮したいという思いから、本作においても銃の専門家が開発に協力している。

### 開発
本作の開発に当たってはテンポの良いストーリー展開といった原作の良いところを「核」として残し、そこからキャラクターの掘り下げといった要素を足していく方針がとられ、ストーリーの進行または状況に応じたセリフがそれぞれ用意された。たとえば、レオンが敵をヘッドショットで撃破する場面では、彼が「よし」と言った後に、そばで見ていたアシュリーが彼をほめたたえる描写が追加された。
ルイスはレオンと行動を共にする場面が増えたり、行動の理由を描いた場面も追加されたほか、『4』ではデモシーンだけだった軽口も本作では戦闘中にも取り入れられた。
また、原作要素の取捨選択はバランスを取りながら行われ、レーザー部屋など本編からカットされた要素の一部は「the another order」のリメイクにあたる「セパレート ウェイズ」へ組み込まれた。一方、古城でレオンが城主サラザールの巨像に追い回される場面は原作のファンにとって印象深いものだった分、開発チームでも思い出としてどう扱うべきか議論が行われ、紆余曲折の末に複数の要素として物語の中に分散された。
クラウザーは、『4』の後に発売された『バイオハザード ダークサイド・クロニクルズ』における彼の物語も反映させる形で設定が再構築された。その分、これらの情報を容姿にどう反映させるで思い悩んだと平林は2023年のファミ通とのインタビューの中で振り返っており、たとえば彼の着用している赤いベレー帽は、平林と安保とアートディレクターとの間で変更すべきか話し合ったと述べている。また、クラウザーは『4』での登場の仕方が唐突だと指摘されていたため、登場する少し前から存在を匂わせるなどの補完が行われた。
サドラーは、教団の代表らしさをより強めたデザインが施されており、『4』よりも大物で勿体づけた感じが際立っていると安保は2023年のファミ通とのインタビューの中で話している。サラザールは『4』では少年らしい容姿に老人のようなしわを付け足したデザインだったのに対し、本作では老人らしさが強調されたデザインに変更され、『4』で着用していた帽子もなくなった。
オリジナル版のうち、村の警官が火あぶりにされるといった直接的な恐怖をあおる場面について、平林はユーザーを驚かせるためにそれらの場面をあえて変更することもできたが、かつての記憶を呼び起こさせる象徴的な場面は残しておくべきだと考えたとファミ通とのインタビューの中で話している。なお、国内版はすでに警官は死亡した状態で焼かれているのに対し、海外版（北米版）は生きたまま焼かれるため、断末魔の叫びと共に死亡するという、さらに残虐表現の激しい映像となっている。
光の質感などの空気感は、本作の開発において重視された要素の一つである。また、背景やキャラクターの挙動を通じてゲーム内の生活様式から醸し出される不気味さを表現することにも注力され、プレイヤーの目の届くところでネズミが駆け回る、血の付いた吊り橋が見えるなど、想像力を掻き立てられるよう細かな演出が強化された。
なお、開発チームがスペインに行くことはなかったものの、スペイン出身のスタッフから聞き取りを行う形で舞台のセッティングが行われた。

#### システム
システム面においては『バイオハザード4』らしさを残しつつも、「RE」シリーズや『バイオハザード7』『バイオハザード ヴィレッジ』といった作品を参考に、操作性の改善が図られた。レベルデザインの設計においては、プレイスタイルの幅を許容できるようにするという方針がとられた。平林はファミ通とのインタビューの中で「オリジナル版と同じプレイ感覚を維持しつつも、現代風に楽しめるようにするため、ゲーム内のエリアはオリジナル版と同じように見えて実際は細かな調整を施している」と話しており、何度も試行錯誤を重ねたステージもあると述べている。
また、本作においてはステルスアクションが追加されたことに伴い、これに見合った武器も用意された。
『4』におけるアシュリーはHPの回復効果や待機させるといったゲーム的な遊びの役割が大きかったのに対し、本作においては没入感を高めるために「助けるべき人間」として扱うという方針がとられ、AIを搭載することで自ら攻撃を避けたり敵に抵抗するといった描写が実現した。彼女に銃を向けると当たらないようにしゃがむものの、無敵というわけではなく、被弾する場面も存在する。
一方で、『4』においてはルイスを一定回数攻撃すると返り討ちにされてゲームオーバーになるシステムがあったが、本作においてはリアクション程度にとどめられた。
主人公であるレオンの性能が変わったことに伴い、敵キャラクターの動きも多様化したほか、ボスキャラクターの中には戦い方が変更された例もある。
たとえば、クラウザー戦の場合、『4』ではクイックタイムイベント（QTE）で表現されていたが、本作においてはナイフによる直接戦闘に変更された。
本作においてはクラフトや、アタッシュケースにつける「チャーム」、サブクエストといった要素が追加された。
このうち「チャーム」は、ゲームディレクターの門井一憲の提案で追加したと安保は2023年のAUTOMATONとのリモートインタビューの中で明らかにしている。もともと『4』はプレイ時間が長く、やり込むユーザーも多かったため、やり込みに対する付加価値として追加された。リモートインタビューに同席していた平林はやり込み要素だけでなく、通常プレイの選択肢からプレイヤーなりのカスタマイズ要素としてまで幅広い遊び方を提示したいという気持ちがあったと話している。サブクエストも遊びの幅を広げるために取り入れられた。

### 演技・キャスティング
日本語吹き替えキャストの選定は安保と平林によって行われた。このうち、アシュリーは様々な声優を二人で聞いたうえで、『4』の時の彼女に近い声質から鬼頭明里が選ばれた。一方、英語版のアシュリーの声は比較的低い声質のキャストが選ばれた。
また、ルイスはシリアスとコミカルを併せ持ったキャラクターであるがゆえに幅の広い演技が求められたため、平林の推薦で津田健次郎が起用された。
サドラーは悪の深みや重たさを意識した演技が求められることや、ゲーム内での登場頻度が少ない分存在感のある演者がふさわしいという安保の考えにより大塚芳忠が起用された 。
一方、平林は『4』における武器商人が個性的な存在として人気があったことから、印象に残る演技が望ましいと考え、安保と話し合う中で、演技の幅や引き出しの多さから千葉繁を推薦したと2023年のファミ通とのインタビューの中で明かしている。インタビューに同席していた安保も、武器商人はゲームの中で頻繁に会うキャラクターであるため、千葉があいさつ一つとっても様々な演技をしてくれることで、何度会っても様々な側面を見られるという、深みのある武器商人になったと述べている。
当初、レオンがやってきたときのセリフを「ようこそ」にした際、しっくりこなかったため、『4』と同じく「ウェルカム」に変更したと安保は2023年のインサイドとのインタビューの中で振り返っている。同席していた平林も、日本国外のファンからも武器商人のセリフが印象に残っていたことを挙げたうえで、それだけあのセリフが皆の印象に残っていたのだろうと述べている。
サラザール役のチョーの演技について、ライターの重田雄一は、年相応にも老人にも聞こえる不思議な声だったと発売前にIGNに寄せた記事の中で述べており、個人的にはチョーが過去に演じた映画『ロード・オブ・ザ・リング』（吹き替え版）のゴラムを想起させると分析している。
オリジナル版では敵キャラクターがスペイン語を話すという特徴があったものの、彼らのセリフには字幕がついていなかったため、日本のプレイヤーは敵キャラクターの話す内容を聞き取れず、やがて空耳として流行した。
本作においても敵キャラクターがスペイン語を話すという特徴は引き続き取り入れられており、空耳のネタになったセリフに加え、新規のセリフも用意された。ただし、これらの音声は本作向けに新録されたものであり、イントネーションの部分はネイティブに近づけるよう細心の注意を払ったと平林はAUTOMATONとのインタビューの中で話している。

#### セパレート ウェイズ
「セパレート ウェイズ」は、『RE:4』本編に入りきらなかった原作要素のリメイクというコンセプトが据えられている。もう一つの目的として、エイダが主体だからこそできる彼女の人間らしい面を描くことが挙げられており、熊澤は『RE:4』本編におけるクールなエージェントとしてのエイダと、「セパレート ウェイズ」におけるウェットな一面を合わせたのが本当のエイダだと表現している。
また、『RE:4』本編のエイダはナラティブ感を優先させるため原作とは異なる衣装で登場するのに対し、「セパレート ウェイズ」ではファンにとってなじみのあるチャイナドレス姿で登場している。

#### VRモードの導入
VRモードの企画は『RE:4』本編の発表が行われた2022年6月ごろから存在しており、本編のマスターアップが終わった2023年初頭から1年足らずの間に開発がすすめられた。プロデューサーを務めた熊澤雅登は「PlayStation Blog」とのインタビューの中で、タイトなスケジュールだったものの、本作の面白さをVRとして落とし込むためにこだわったとも語っている。
本作のVRモードは『バイオハザード7』および『バイオハザード ヴィレッジ』のVRモードと同じく「RE ENGINE」が使われており、ディレクターは『バイオハザード7』のVRモードにも参加した山川恵介が務めたほか、本作のVRモードの開発初期には『バイオハザード ヴィレッジ』のVRモードのディレクターも手伝いに入った。また、『バイオハザード ヴィレッジ』のVRモードはPlayStation VR2に対応していたため、同モードの開発で得た知見も活かされており、このような土台があったことも1年弱という短期間での作り込みを実現できたと山川は「PlayStation Blog」とのインタビューの中で振り返っている。
一方、『バイオハザード ヴィレッジ』のVRモードでは一般人のイーサン・ウィンターズが事件に巻き込まれる体験を体感するというコンセプトだったのに対し、本作のVRモードでは戦闘のプロであるレオンになり切るという全く違うコンセプトが立てられており、かっこいい動作を盛り込むなど、こだわるところも『バイオハザード ヴィレッジ』とは異なる。また、視点の変化に伴い、武器やキャラクターに関するシステムは一から作り直された。
山川は力を入れたところの一つとして自分の両手を同時に動かせることでできることは可能な限り実現することを挙げており、その一例として「両手にナイフを持ってクラウザーに立ち向かう」という本編では不可能な遊び方をできるようにしたことを挙げている。加えてVRならではの遊び方も取り入れられており、たとえばトロッコの操作の場合、本編ではアナログスティックで動かしていたのに対し、VRモードでは実際に身体を動かしてバランスをとる遊び方に変更されている。もともとこの場面はスティックでレオンの体を傾ける仕組みだったが、VRなら自分の体でコントロールしたいという話が開発チームの中から出てこの方式に変更された。
当初は『RE:4』本編そのままVR化することを前提に開発を進めており、その検証として実際のレオンの背丈に合わせた高さに主観視点のカメラをつけてVR化してみたところ、もともと前のめりなガナードが小さく見えてしまうことが判明した。これでは迫力に欠けるため、カメラの位置をレオンの視点よりも若干低い位置に変更した。
VR化にあたっては、銃の使い方にこだわり、ガンマニアでしかわからないような細かいネタや、スライドの引き具合によって効果音が変化するなどの演出が盛り込まれた。また、銃の効果音もVR向けに録り直された。このほかにも、爆風やトロッコの揺れなど空間全体に影響を及ぼす演出の際は、ヘッドセットフィードバックの振動による表現が取り入れられた。

## Chainsaw Demo
『バイオハザード RE:4 Chainsaw Demo』（バイオハザード アールイーフォー チェーンソー デモ、英語表記：BIOHAZARD RE:4 Chainsaw Demo、英語版タイトル：Resident Evil 4 Chainsaw Demo）は、『バイオハザード RE:4』の体験版である。2023年3月20日より各プラットフォームにて配信された。
体験版独自のモードとして超高難易度のMad Chainsaw Mode（マッド・チェーンソー・モード）が収録されている。ニューゲームの際、低確率のランダムのほか、隠しコマンドの入力によって出現する。通常モードよりもクリーチャーが大幅に強化されている上に、白い頭陀袋をかぶったチェーンソー男が出現する（火花を散らすほど発熱してガイドバーが赤褐色に染まった状態のチェーンソーを装備している）。行動パターンは通常のチェーンソー男と変わらないが、耐久力と動きが大幅に強化されている。通常モードでは村中央で一定時間が経過すればクリアできるのに対し、このモードだと一定時間の経過とチェーンソー男を一体倒す、の両方を満たさないとクリアできないようになっている。農場入口前のチェーンソー男を倒した後にショットガンが設置されている家に入れば二体目と戦うこともできるが、余程の実力とアイテムドロップ等の運が無い限り、二体目を倒すのは非常に困難（チェーンソー男を一体倒した時点でクリア条件を満たしているため、一定時間の経過を満たせば二体目は倒さなくても問題無い）。また、通常モードとは違いコンティニューができないため、ゲームオーバーになったら最初からやり直すしかない。
白い頭陀袋をかぶったチェーンソー男は製品版の本編には出現しないが、無料DLC『THE MERCENARIES』で暴走チェーンソー男（2枚刃のチェーンソーを装備している）として出現する。

## アニメPV
短編アニメ『バイオ名作劇場 ふしぎの村のレオン』が、YouTube『biohazard』で配信された。制作はカプコン、制作協力は日本アニメーション。全3話。あるあるや空耳をまとめた内容となっている。
日本アニメーションとタッグを組んだのは、プロモーションチームから世界名作劇場シリーズで知られる同社と、『バイオハザード4』が“名作”と言われていたことにちなんで
組んでみてはどうかと提案されたことがきっかけだと、熊澤は4Gamer.netとのインタビューの中で明かしている。
カプコン社内での盛り上がりを受け、日本アニメーションに提案したところ承諾され、バイオハザードシリーズと世界名作劇場シリーズ双方の既視感を織り交ぜた内容に仕上がった。なお、「怖くない」プロモーションは『バイオハザード ヴィレッジ』でも行われていたが、あちらは多くの人に手に取ってもらうという目的だったのに対し、本作の場合は日本アニメーションの著名なIPがフックになることへの期待に由来している。
| 話数  | サブタイトル       | 配信日         |
| ----- | ------------------ | -------------- |
| 第1話 | アシュリーを探して | 2023年 3月20日 |
| 第2話 | ふたりの約束       | 3月22日        |
| 第3話 | 助けて おじいさん  | 3月23日        |

## 評価

### 批評
Metacriticによれば、本作は批評家から「普遍的な称賛」を得た。
ファミ通1791号のクロスレビューで9/9/9/10で40点満点中37点を獲得し、プラチナ殿堂入りした。

### 売上
全世界での販売本数は、発売から約1年後の2024年3月13日に700万本、2025年4月25日には販売本数が1000万本に到達していることがそれぞれ発表されている。